# Валансьен-Сюд
Валансье́н-Сюд (фр. Valenciennes-Sud) — упраздненный кантон во Франции, находился в регионе Нор — Па-де-Кале, департамент Нор. Входил в состав округа Валансьен.
В состав кантона входили коммуны (население по данным Национального института статистики Архивная копия от 14 марта 2014 на Wayback Machine за 2011 г.):
- Артр (1 027 чел.)
- Валансьен (8 886 чел.) (частично)
- Вершен-Могре (903 чел.)
- Керенен (942 чел.)
- Ла-Сантинель (3 322 чел.)
- Мен (4 010 чел.)
- Моншо-сюр-Экайон (545 чел.)
- Ольнуа-ле-Валансьен (7 425 чел.)
- Ольшен (2 346 чел.)
- Пруви (2 289 чел.)
- Рувини (652 чел.)
- Трит-Сен-Леже (6 450 чел.)
- Тьян (2 590 чел.)
- Уази (583 чел.)
- Фамар (2 473 чел.)
- Эрен (3 947 чел.)

## Экономика
Структура занятости населения (без учета Валансьена):
- сельское хозяйство — 0,8 %
- промышленность — 25,7 %
- строительство — 8,2 %
- торговля, транспорт и сфера услуг — 37,5 %
- государственные и муниципальные службы — 27,9 %

Уровень безработицы (2011) - 15,7 % (Франция в целом - 12,8 %, департамент Нор - 16,3 %). 

Среднегодовой доход на 1 человека, евро (2011) - 21 605 (Франция в целом - 25 140, департамент Нор - 22 405).

## Политика
На президентских выборах 2012 г. жители кантона отдали в 1-м туре 26,3 % голосов Франсуа Олланду против 24,9 % у Марин Ле Пен и 21,3 % у Николя Саркози, во 2-м туре в кантоне победил Олланд, получивший 56,1 % голосов (2007 г. 1 тур: Саркози - 26,4 %, Сеголен Руаяль - 22,7 %; 2 тур: Руаяль - 50,4 %). На выборах в Национальное собрание в 2012 г. кантон был разделен на два избирательных округа. Жители коммун, входящих в состав 19-го избирательного округа, поддержали кандидата Социалистической партии Анн-Лиз Дюфур-Тонини, набравшую 26,5 % голосов в 1-м туре и 100,0 % - во 2-м туре. Жители города Валансьен, входящего в состав 21-го избирательного округа, поддержали кандидата правых, бывшего мэра Валансьена Жана-Луи Борлоо, набравшего 52,8 % голосов в 1-м туре и 65,7 % - во 2-м туре. (2007 г. 19-й округ. Патрик Руа (СП): 1-й тур: - 31,1 %, 2-й тур - 100,0 %). На региональных выборах 2010 года в 1-м туре победил список коммунистов, набравший 26,7 % голосов против 20,4 % у социалистов, 19,8 % у «правых» и 16,7 % у Национального фронта. Во 2-м туре единый «левый список» с участием социалистов, коммунистов и «зелёных» во главе с Президентом регионального совета Нор-Па-де-Кале Даниэлем Першероном получил 53,6 % голосов, «правый» список во главе с сенатором Валери Летар занял второе место с 25,2 %, а Национальный фронт Марин Ле Пен с 21,2 % финишировал третьим.
|  | Кандидат      | Партия                    | % голосов |
|  | ------------- | ------------------------- | --------- |
|  | Норбер Жессюс | Коммунистическая партия   | 59,95     |
|  | Филипп Бодрен | Союз за народное движение | 40,05     |